# The Elder Scrolls: Arena
The Elder Scrolls: Arena (укр. Старі сувої: Арена) — це Action RPG, розроблена і видана Bethesda Softworks. Перша гра в серії The Elder Scrolls, вийшла для MS-DOS 25 березня 1994 року. Як і її продовження, події Arena розгортаються на континенті Тамріель, в комплекті з дикою природою, підземеллями й системою створення заклинань, яка дозволяє гравцям змішувати різні магічні ефекти.
У 2004 році стала доступною для безкоштовного завантаження в рамках десятиріччя серії.

## Ігровий процес
The Elder Scrolls: Arena є грою в жанрі Action RPG з вільним дослідженням ігрового світу, який досить великий і включає понад 400 міст і сіл, які гравець може відвідати. Водночас гра не є істинною «пісочницею»: у ній є один фінал, і хоча гравцеві надається дещо більша свобода, ніж в типовій CRPG, для проходження гри необхідно виконати практично лінійний ланцюжок завдань.
Крім населених пунктів, гравці можуть досліджувати відкриту місцевість. Там вони можуть знайти таверни, ферми, невеликі поселення, підземелля та інші цікаві місця. На відміну від наступних ігор в серії, Arena не має безшовного світу (області відкритої місцевості процедурно генеруються по пересуванню в певному напрямку), тому гравець повинен використовувати функцію швидкої подорожі, щоб дістатися з однієї області світу в іншу.
У грі використовується вид від першої особи з напів-тривимірною графікою і пересуванням в реальному часі. Гра має зміну дня і ночі, пір року, а також різні погодні явища, такі як сніг і дощ.
Атаки в ближньому бою виконуються за допомогою миші, шляхом переміщення курсора по екрану. Напрямок руху миші задає тип удару: рубає діагональний, горизонтальний, вертикальний, або колючий вперед. Можна також використовувати магію, вибравши заклинання зі списку і позначивши його ціль.
У грі присутні 18 класів персонажів, які умовно поділяються на три категорії: маги, воїни та злодії. При створенні персонажа гравець може вибрати клас зі списку, або відповісти на серію питань про світогляд і біографії свого персонажа (подібно ігор серії Ultima), які в підсумку визначать найбільш «відповідний» клас. Присутні як «чисті» класи, так і класи, що поєднують навички з декількох категорій: наприклад, бойові маги, крім проголошення заклинань, можуть користуватися будь-якою зброєю, носити шкіряну броню і круглий щит, а персонаж класу Spellsword має доступ до більшої кількості типів броні, але менше очок магії. Класу «бард» доступні навички всіх трьох категорій.
Для екіпіровки персонажа є велика кількість різноманітних видів зброї та броні. Вони можуть бути зроблені з восьми різних металів, причому деякі істоти можуть бути пошкоджені лише зброєю з певного матеріалу (наприклад, срібла). Броня складається з декількох елементів (кіраса, наколінники, рукавички і т.д.) з власними характеристиками. Зброя і броня в процесі використання можуть зламатися і потребувати ремонту або заміни.
Гра має високий поріг входження. Кен Ролстон, головний дизайнер The Elder Scrolls III: Morrowind, зізнався, що починав гру двадцять разів, але вибратися з в'язниці йому вдалося лише один раз.

## Сюжет
Події гри відбуваються у вигаданому всесвіті на планеті Нірн, на континенті Тамріель. Час дії - 389 рік Третьої ери (що почалася з імператорської династії Септимів). Імперський бойовий маг Джагар Тарн здійснює переворот в імперії Тамріель - ув'язнює імператора Уріеля Септима VII в іншому вимірі та займає його місце, прийнявши монарший вигляд і викликавши контрольованих магією монстрів для того, щоб підтримувати свою владу.
Правління Тарна ознаменувалося війнами між провінціями, падінням добробуту народу і повстаннями, які жорстоко придушувалися. Дух наближеної імператора, чарівниці Рії Сільмейн, убитої Тарном, приходить до одного з колишніх придворних, кинутого в камеру смертників в імперській в'язниці, і допомагає йому звільнитися, відкривши портал, який веде в його рідну провінцію, в одному з коридорів в'язниці.
Знову з'явившись герою уві сні, Рія закликає його допомогти визволити Уріеля. Для цього потрібен древній артефакт - Посох Хаосу. Тарн розділив його на вісім частин і сховав частини в глибинах восьми провінцій Тамріеля: Хай Рок, Хаммерфелл, Скайрім, Морровінд, Чорнотоп'є, Ельсвейр, Валенвуд і острова Саммерсет. На пошуки частин і вирушає герой.
У кожній з провінцій персонаж, розпитавши місцевих жителів про місцезнаходження древніх руїн і підземель, де сховані частини посоха, спочатку виконує завдання (отримуються від правителів одного з міст, магічної гільдії або жерців одного з храмів) з пошуку магічного предмета, здатного вказати точне положення шуканого місця. Перемігши охоронців, що перегороджують шлях до шуканого артефакту і розгадавши загадки, герой отримує чергову частину посоха, після чого в черговому баченні Рія повідомляє йому, де шукати наступну частину.
Остання частина посоха знаходиться всередині вулкана Дагот Ур в провінції Морровінд (який також є однією з ключових локацій The Elder Scrolls III: Morrowind). Однак об'єднання посоха для перемоги недостатньо: герою доводиться відправитися в столицю імперії - Імперське Місто, щоб битися з Тарном в підземеллях імператорського палацу. Розбивши посохом Алмаз Безсмертя, в який поміщена життєва сила Тарна, герой звільняє імператора з ув'язнення в іншому вимірі, за що отримує титул «Вічного Чемпіона». Всі ці події займають близько 10 років: Уріель Септем VII знову запанував на троні в 399 році Третьої епохи.
Сюжет гри частково переказаний у вигляді легенди в книзі «Справжня Барензія», що зустрічається в наступних іграх серії (Daggerfall, Morrowind, Oblivion і Skyrim).

## Розробка
Раніше компанія Bethesda Softworks спеціалізувалася переважно на спортивних іграх. Саме це і було в корені змінено. Спочатку Arena не мала стати RPG. Це був симулятор гладіаторських боїв. Гравець і команда його борців мали подорожувати по світу, борючись з іншими командами на їх аренах, поки гравець не став би «великим чемпіоном» в столиці Імперського міста. Під час розробки рольові елементи прогресували, поки одного разу не була висловлена ідея про те, що з усього цього можна зробити непогану рольову гру. У підсумку, бої стали менш важливою частиною гри й підвищилася дослідницька складова. Ще пізніше елементи RPG були остаточно додані до гри, гра розширилася, щоб включати міста поза аренами, і печери поза містами. В остаточному підсумку, було вирішено сильно знизити ідею турнірів в цілому і зосередитися на пошуках, підземеллях і світі. Так з'явилася The Elder Scrolls: Arena - перша частина великої і відомої серії.
Первісна концепція бою на арені ніколи не доходила до етапу написання коду, тому залишилося трохи артефактів тієї епохи розвитку: назва гри та текстовий файл з іменами бойових команд з кожного великого міста в Тамріелі й короткий вступ для них. Концепція подорожуючих команд в підсумку також залишилася осторонь, тому що рішення команди створити RPG від першої особи зробило систему дещо менш кумедною.

## Видання
Вперше гра побачила світ на компакт-дисках та дискетах, причому версія на дисках мала кращу якість голосів персонажів та відеоролики з тривимірною графікою. Наприкінці 1994 року було випущене видання «Delux Edition», яке складалося з оновленої до останнього патчу CD-ROM версії гри, килимка для мишки з мапою Тамріеля, та книги з підказками «Codex Scientia».
У 2004 році дискетна версія гри стала доступно для безкоштовного завантаження.
У 2005 році CD-ROM версія гри була видана обмеженим тиражем, у комплекті з програмою DOSBox, для запуску гри на сучасних комп'ютерах.